# Іван-чай (напій)

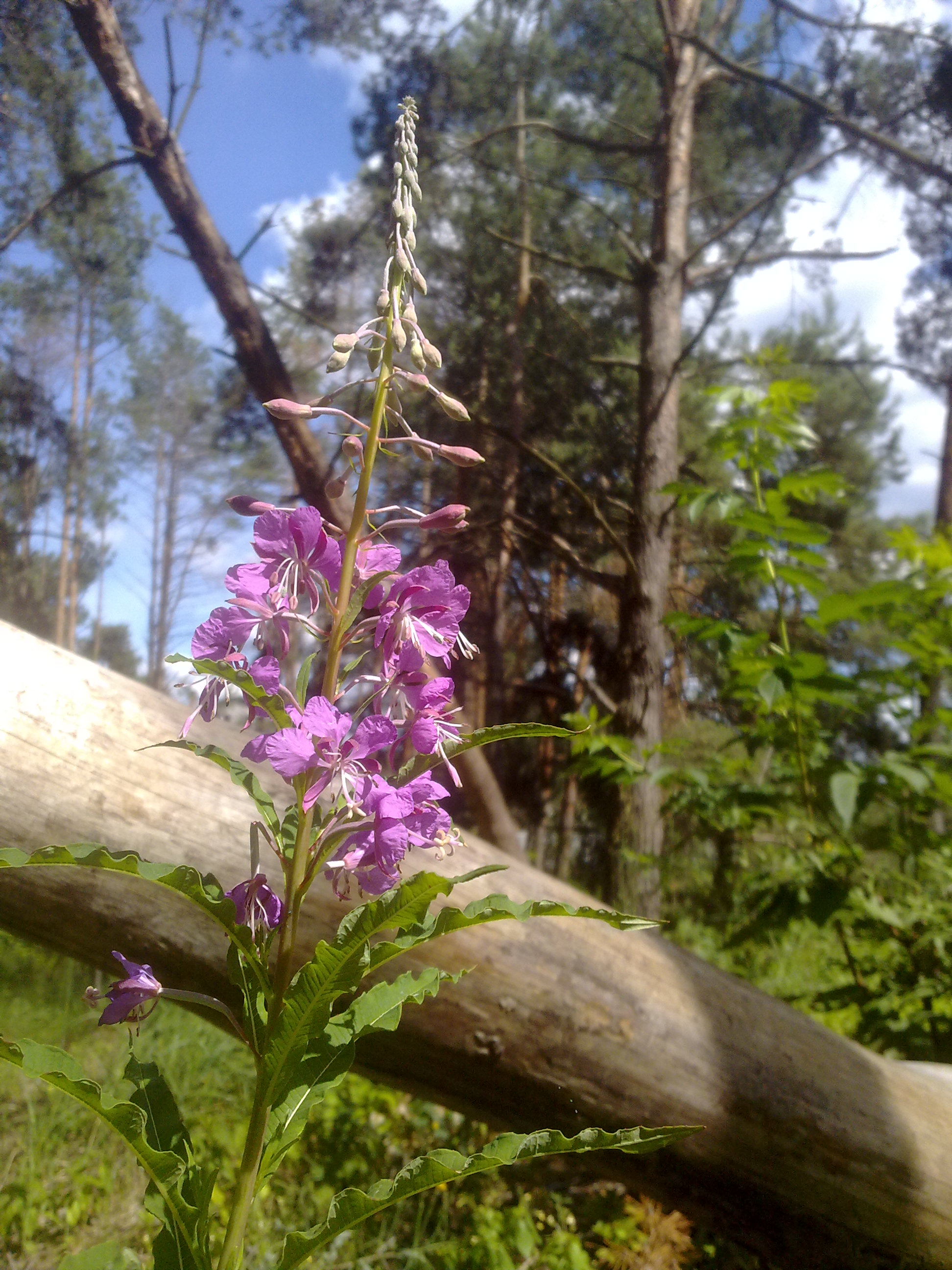
Сировина — зніт вузьколистий, рослина, широко розповсюджена в Україні.

Іва́н-чай — напій, отриманий зі спеціально обробленого листя зніту вузьколистого, яке пройшло процес ферментації. Належить до групи етнічних чаїв, як-от ройбуш, мате та інші.

## Сучасний український чай
Відродження чайних традицій в Україні поступово відбувається з 2010 року за рахунок ентузіастів, травників і локальних виробників. Останніх стає більше щороку. Проте український іван-чай поки лишається крафтовим продуктом, на котрий не існує державних стандартів якості. З цієї причини більшість продукту, який продається, є так званим «фермерським», тобто не супроводжується нормативною документацією та виготовляється невеликими партіями із застосуванням великої кількості ручної праці. Виробники, що увійшли в правове поле, виготовляють продукцію згідно з власними технічними умовами, використовують спеціальне обладнання для виробництва.
Залежно від форми, іван-чай, як і китайські чаї, поділяється на крупно-листовий і дрібно-листовий. Обробка листа поділяє чаї на ферментовані та неферментовані. Сучасні виробники пропонують велике розмаїття чайних купажів на основі іван-чаю, додаючи до нього різні рослинні добавки, сушені фрукти, ягоди та квіти. Крім класичних ферментованих сортів існують також різновиди зеленого іван-чаю і навіть, пуер.

## Виготовлення
Виробництво іван-чаю складається зі процесів збору, прив'ялювання, ферментації, формування та сушки. Збір листя відбувається на початку літа, з червня, і завершується у кінці липня. Збирають листя дикорослого зніту на усій території України, у місцях, де утворюються природні плантації. Культивувати зніт складно, оскільки, він сам обирає собі порушену вирубкою чи пожежею екосистему. Для виготовлення чаю підходить листя, зібране під час цвітіння рослини, але до моменту дозрівання насіння, яке має вигляд пуху. Насіння знаходиться у подовгуватих стручках, що висихають і лопаються. У цей час листя рослини завершує свій життєвий цикл і стає не придатним для переробки. Як правило, збір сировини для чаю відбувається методом забору 6-8 пар верхніх листків, які становлять найбільшу цінність. Іноді, виробники чаю збирають разом з листям і квіти. Екологічне виробництво Іван-чаю передбачає акуратний забір листків таким способом, аби не пошкодити цілу рослину і дати їй завершити свій життєвий цикл. Такий метод, також має на меті оптимізацію виробничого процесу і уникнення зайвої роботи по відділенню листя від стебла на виробництві.
Після збору листя прив'ялюють у тіні, для часткової дегідратації. Прив'ялене листя формують. Для цього використовують метод скручування листка, або його грануляцію. Скручування відбувається вручну, коли кожен листок затискають між долонь і надають йому форму джгутика, або із застосуванням спеціального механічного чайного ролера. Таким чином, отримують крупно-листові сорти іван-чаю. Під час заварювання листочки розпускаються, та екстрагуються, даючи не дуже міцний, але ароматний і красивий за кольором настій. Заварювати такий чай можна 2 рази.
Грануляція листка відбувається із застосуванням спеціального обладнання (гранулятор) або м'ясорубки. Гранульований іван-чай під час заварювання дає темний насичений настій, повністю розкриває аромат. Заварювати можна до трьох разів.
Етап ферментації є обов'язковим для виготовлення темного чаю. Це процес природного окислення соку листка. Ферменти, які містяться у соку, після формування листка, вивільняються зі зруйнованих клітин, і вступають в реакцію з киснем. У процесі ферментації листя темніє та набуває характерного фруктового аромату. Ступінь ферментації може бути легким і глибоким, у залежності від мети, яку поставив перед собою виробник. Крупно-листовий чай проходить етап ферментації довше, гранульований — ферментується рівномірніше та глибше внаслідок рівномірнішої руйнації клітин та більшої кількості вивільнених ферментів. Інколи, для більш рівномірної ферментації крупно-листових сортів, листя заморожують, та розморожують перед формуванням.
Сушка іван-чаю розділяється на примусову, із застосуванням спеціального обладнання, і природну, коли чай висушується у сухому теплому місці. У Київській Русі ферментований Іван-чай прожарювали у печах, та досушували у тіні.

## Заварювання
Заварювати іван-чай можна кілька разів. Найкращим способом вважається заварювання у керамічному чи глиняному чайнику. Для цього чайник ошпарюють окропом, насипають у нього сухий чай у розрахунку 1,5—2 грами на кожну чашку (200 мл), та заливають гарячою водою не більше 90°С. Настоюється Іван-чай протягом 10-15 хвилин. Радять[джерело?] після п'яти хвилин настоювання «оженити» чай. Для цього невелику кількість (50—100 мл) чаю відливають у чашку, а тоді повертають назад у чайник. Таким чином, усі шари води, відвару та чаю, циркулюючи у чайнику, перемішуються, температура вирівнюється, та чай повніше розкривається.
Заварений іван-чай може використовуватися до двох діб. На відміну від китайських чаїв, він не виділяє пуринових кислот і не псується. Інколи невелику кількість Іван-чаю додають до заварки китайського чаю для продовження її придатності.

## Протипокази
Не можна пити чай зі зніту, якщо у вас виявилася незносність цього продукту. Не рекомендується хаменерій при підвищеному згортанні крові та пов'язаних із цим хворобах. Якщо ви вживаєте чай довше місяця або у великих кількостях, у вас може початися діарея.

## Властивості
Іван-чай відомий своїми корисними властивостями. Великий вміст дубильних речовин (10—20 %) і вітаміну С (400 мг на 100 г)роблять його імуностимулювальним напоєм з протизапальним впливом. Має легку знеболювальну дію, містить пектин і флавоноїди. Не містить кофеїну, щавлевої чи пуринової кислоти, які негативно впливають на обмін речовин. Серед мікроелементів Іван-чай містить велику кількість заліза, міді та марганцю.
Ферментація розщеплює деякі види алкалоїдів, що містяться у свіжому листі. Завдяки протизапальній дії рекомендується вживати при гастриті та коліті. Дітям у період прорізування зубів рекомендується вживати іван-чай як легкий знеболювальний засіб та для зняття запалення з ясен.